# دولت ترکمنستان
نظام جمهوری ترکمنستان عنوان حکومت کنونی در ترکمنستان است، که با فروپاشی اتحاد جماهیر شوروی، این کشور با نام جمهوری ترکمنستان به استقلال رسید. این نظام نوعی جمهوری ریاستی است و ساختار سیاسی آن بازمانده نظام سابق شوروی بوده و شامل رئیس‌جمهور، و دبیر حزب دموکراتیک ترکمنستان که عملاً رئیس مجلس و جانشین رئیس جمهور است. همچنین ریاست قوه قضاییه، فرماندهی کل قوا و دیگر نهادهای امنیتی زیر نظر مستقیم رئیس‌جمهور قرار دارد.

## پیشینه سیاسی
ترکمنستان پس از مدت ۶۹ سال رنج و سختی نظام کمونیستی شوروی در اکتبر سال ۱۹۹۱ توانست به استقلال خود برسد. صفرمراد نیازوف که در آن سال‌ها سمت دبیرکلی حزب کمونیست ترکمنستان که بالاتر مقام اداری ترکمنستان به شمار می‌رفت را بر عهده داشت توانست تا سال ۲۰۰۶ به عنوان رئیس‌جمهور قدرت خود را حفظ کند. او تا زمان مرگش تسلط مطلق بر امور کشور داشت. نهایتاً مجلس خلق پس از مرگ وی قربانقلی بردی محمدف را به ریاست جمهوری ترکمنستان انتخاب کرد.

## قانون اساسی جدید
در سپتامبر ۲۰۰۸ شورای مؤسسان به اتفاق آرا لایحه‌ای جهت اتخاذ قانون اساسی جدید را تصویب نمودند. این لایحه موجب کاهش قدرت شورای خلق ترکمنستان و افزایش اختیارات پارلمان را نوید می‌داد و امکان تشکیل احزاب و گروه‌های مختلف را به دنبال داشت و بردی محمدف اعلام کرد قانون اساسی جدید مطابق با کلیه هنجارهای بین‌المللی و دموکراتیک خواهد بود.

## قوه مقننه
قوه مقننه که نهاد قانون گذاری ترکمنستان به شمار می‌رود شامل دو بخش:
- مجلس ملی ترکمنستان
- مجلس خلق ترکمنستان (مجلس سنا)

## اعضای دولت
| سمت                                 | نام و نام خانوادگی     | آغاز بکار |
| ----------------------------------- | ---------------------- | --------- |
| رئیس جمهور                          | سردار بردی‌محمداف       | ۲۰۰۷      |
| نخست وزیر                           | رشید مردوف             | ۲۰۰۷      |
| وزیر کشاورزی و محیط‌زیست             | آلنور آلتیف            | ۲۰۲۲      |
| وزیر کار و حمایت اجتماعی            | محمد سید سیلاپوف       | ۲۰۲۲      |
| وزیر امورخارجه                      | باتر امانوف            | ۲۰۲۲      |
| وزیر اقتصاد و دارایی                | محمدگلدی سرداراف       | ۲۰۲۲      |
| وزیر آموزش بهداشت و گردشگری         | نورمحمد امانپسوف       | ۲۰۲۲      |
| وزیر آموزش و پرورش                  | قربانگل آتایوف         | ۲۰۲۲      |
| وزیر صنایع و نساجی                  | رسول رجب اف            | ۲۰۲۲      |
| وزیر فرهنگ و رسانه                  | گلشاد محمدوا           | ۲۰۲۲      |
| وزیر انرژی                          | حاجی محمد رجب مراداف   | ۲۰۲۲      |
| وزیر بازرگانی و روابط اقتصادی خارجی | اوراز مراد قربان نظروف | ۲۰۲۲      |